# Jawed Karim
Jawed Karim (in bengali জাওয়েদ করিম; Merseburg, 28 ottobre 1979) è un imprenditore e informatico tedesco di origini bangladesi, co-fondatore di YouTube.

## Biografia
Nato a Merseburg (Germania Est) il 28 ottobre 1979 da padre bengalese e madre tedesca, Jawed Karim e la sua famiglia attraversarono il Muro di Berlino ed entrarono in Germania Ovest nel 1981; nel 1992 si trasferirono negli Stati Uniti, dove il ragazzo frequentò la Illinois University di Urbana (Illinois).
Karim ha lavorato allo sviluppo di YouTube, di cui è co-fondatore, insieme ai compagni di studi Chad Hurley e Steve Chen, prima di vendere la piattaforma a Google nel 2006 per circa 1,65 miliardi di dollari; è stato inoltre il primo utente ad iscriversi a YouTube, con l'username jawed.
Suo è anche il primo video in assoluto pubblicato sulla piattaforma: Me at the zoo, registrato il 24 aprile 2005 allo zoo di San Diego in California.